# قرآن محمد
L'Alcoran de Mahomet («قرآن محمد») هي الترجمة الغربية الثالثة للقرآن، يسبقها «قانون محمد الرسول الكاذب» وترجمة مارك من طليطلة. تمت الترجمة من العربية إلى الفرنسية بواسطة اللورد اندري دي ريير عام 1647.
بعد ذلك بعامين، في عام 1649، قام ألكسندر روس بترجمتها  من الفرنسية إلى الإنجليزية، وتضمنت صفحة العنوان التالي:
قرآن محمد مترجم من العربية إلى الفرنسية. بقلم السير راير لورد مالكير والمقيم للملك الفرنسي في الإسكندرية. وترجم حديثًا إلى الأنكليزية، لإرضاء كل تلك الرغبة في النظر إلى الغرور التركي. المسبوق، بحياة محمد، نبي الأتراك، ومؤلف القرآن. مع إشارة مهمة، أو تحذير، إلى الذين يرغبون بمعرفة الفائدة من عمله، أو إذا كان هناك أي خطر من قراءة القرآن. "

## المعرض

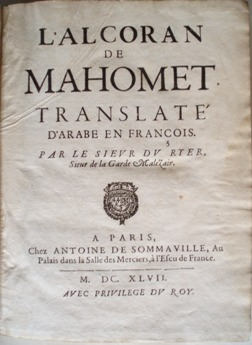
قرآن محمد ، أندريه دو راير ، 1647.